# Rosa Maltoni
Rosa Maltoni o Rosa Maltoni-Mussolini (Forlì, 22 de abril de 1858 - Predappio, 19 de febrero de 1905) fue la madre de Benito Mussolini, líder del fascismo italiano. Maltoni fue una devota católica que ejerció como maestra de escuela. Se casó en 1882 con Alessandro Mussolini, al que conoció en Dovia. Además de Benito, Rosa tuvo posteriormente dos hijos más, Arnaldo y Edvige. Murió a causa de una meningitis en 1905.
Mussolini estuvo muy unido a su madre y, durante el periodo fascista, Rosa llegó a representar el ideal de mujer italiana. El 17 de junio de 1930 se celebró una ceremonia en su honor, para honrarla como «gran educadora y madre gloriosa». Además, su tumba en Predappio era visitada como última etapa de un itinerario oficial programado por el régimen para exaltar su figura y la de Mussolini. Hoy reposa en la capilla familiar de dicha localidad junto a los restos del dictador.